# Liste der Nummer-eins-Hits in Bulgarien (2021)
Diese Liste der Nummer-eins-Hits basiert auf den offiziellen Chartlisten (Българският топ 10 / Световният топ 10) von Prophon, der bulgarischen Musikverwertungsgesellschaft, im Jahr 2021.

## Singles
| ← 2020 ← | Liste der Nummer-eins-Hits in Bulgarien (Световният топ 10 (internationale Top 10)) | Liste der Nummer-eins-Hits in Bulgarien (Световният топ 10 (internationale Top 10)) | Liste der Nummer-eins-Hits in Bulgarien (Световният топ 10 (internationale Top 10))                                                                                         | 2022 →                    |
| \| Zeitraum \| Wo. ges. \| Interpret \| Titel Autor(en) \| Zusätzliche Informationen \| \| (Zeitraum, Wochen auf Platz eins, Interpret, Titel, Autor[en], zusätzliche Informationen) \| \| \| \| \| \| ----------------------------------------------------------------------------------------- \| -------- \| -------------------------- \| --------------------------------------------------------------------------------------------------------------------------------------------------------------------------- \| ------------------------- \| \| 27. November 2020 – 14. Januar 2021 7 Wochen \| 7 \| Miley Cyrus feat. Dua Lipa \| Prisoner Jonathan David Bellion, Dua Lipa, Miley Cyrus, Alexandra Leah Tamposi, Marcus Durand Lomax, Michael Ross Pollack, Jordan Johnson, Stefan Adam Johnson, Andrew Watt \| – \| \| 15. Januar 2021 – 11. März 2021 8 Wochen (insgesamt 10) \| 10 \| Poli Genova Поли Генова \| Last Night Boban Apostolov, Romy Maria Eilers \| – \| \| 12. März 2021 – 18. März 2021 1 Woche \| 1 \| ATB × Topic × A7S \| Your Love (9 PM) Musik: Andre Tanneberger, Tobias Tobic; Text: Alexander Tidebrink Stomberg \| – \| \| 19. März 2021 – 1. April 2021 2 Wochen (insgesamt 10) \| 10 \| Poli Genova Поли Генова \| Last Night Boban Apostolov, Romy Maria Eilers \| – \| \| 2. April 2021 – 8. April 2021 1 Woche \| 1 \| Raye \| Regardless Nadia Ali, Rachel Agatha Keen, Markus C. Moser \| – \| \| 9. April 2021 – 15. April 2021 1 Woche (insgesamt 7) \| 7 \| Mahmut Orhan & Sena Şener \| Fly Above Mahmut Orhan, Sena Şener \| – \| \| 16. April 2021 – 6. Mai 2021 3 Wochen \| 3 \| Lil Nas X \| Montero (Call Me by Your Name) Montero Lamar Hill, David Biral, Denzel Michael Akil Baptiste, Roy Lenzo, Omer Fedi \| – \| \| 7. Mai 2021 – 17. Juni 2021 6 Wochen (insgesamt 7) \| 7 \| Mahmut Orhan & Sena Șener \| Fly Above Mahmut Orhan, Sena Şener \| – \| \| 18. Juni 2021 – 8. Juli 2021 3 Wochen \| 3 \| Minelli \| Rampampam Luisa Inonela Luca, Victor Bourosu \| – \| \| 9. Juli 2021 – 22. Juli 2021 2 Wochen \| 2 \| Ed Sheeran \| Bad Habits Edward Christopher Sheeran, Johnny McDaid, Frederick John Philip Gibson \| – \| \| 23. Juli 2021 – 7. Oktober 2021 11 Wochen \| 11 \| Dara \| Thunder Darina Nikolaeva Yotova, Konstantin Plamenov Beshkov \| – \| \| 8. Oktober 2021 – 11. November 2021 5 Wochen (insgesamt 9) \| 9 \| Elton John & Dua Lipa \| Cold Heart (Pnau Remix) Dean John Meredith, Andrew John Meecham, Elton John, Bernard J. P. Taupin, Nicholas George Littlemore, Peter Bruce Mayes, Samuel David Littlemore \| – \| \| 12. November 2021 – 18. November 2021 1 Woche (insgesamt 2) \| 2 \| Ed Sheeran \| Shivers Edward Christopher Sheeran, Steven McCutcheon, Kal Lavelle, Johnny McDaid \| – \| \| 19. November 2021 – 25. November 2021 1 Woche (insgesamt 9) \| 9 \| Elton John & Dua Lipa \| Cold Heart (Pnau Remix) Dean John Meredith, Andrew John Meecham, Elton John, Bernard J. P. Taupin, Nicholas George Littlemore, Peter Bruce Mayes, Samuel David Littlemore \| – \| \| 26. November 2021 – 2. Dezember 2021 1 Woche (insgesamt 2) \| 2 \| Ed Sheeran \| Shivers Edward Christopher Sheeran, Steven McCutcheon, Kal Lavelle, Johnny McDaid \| – \| \| 3. Dezember 2021 – 23. Dezember 2021 3 Wochen (insgesamt 9) \| 9 \| Elton John & Dua Lipa \| Cold Heart (Pnau Remix) Dean John Meredith, Andrew John Meecham, Elton John, Bernard J. P. Taupin, Nicholas George Littlemore, Peter Bruce Mayes, Samuel David Littlemore \| – \| \| 24. Dezember 2021 – 10. März 2022 11 Wochen \| 11 \| Inna \| Up Alexandru Cotoi, Elena Alexandra Apostoleanu, Marcel Botezan, Luisa Ionela Luca, Sebastian Alexandru Barac \| – \| |                                                                                     |                                                                                     | |                           |
| ← 2020 |                                                                                     |                                                                                     | | → 2022 →                  |
| Zeitraum | Wo. ges.                                                                            | Interpret                                                                           | Titel Autor(en) | Zusätzliche Informationen |
| (Zeitraum, Wochen auf Platz eins, Interpret, Titel, Autor[en], zusätzliche Informationen) |                                                                                     |                                                                                     | |                           |
| 27. November 2020 – 14. Januar 2021 7 Wochen | 7                                                                                   | Miley Cyrus feat. Dua Lipa                                                          | Prisoner Jonathan David Bellion, Dua Lipa, Miley Cyrus, Alexandra Leah Tamposi, Marcus Durand Lomax, Michael Ross Pollack, Jordan Johnson, Stefan Adam Johnson, Andrew Watt | –                         |
| 15. Januar 2021 – 11. März 2021 8 Wochen (insgesamt 10) | 10                                                                                  | Poli Genova Поли Генова                                                             | Last Night Boban Apostolov, Romy Maria Eilers | –                         |
| 12. März 2021 – 18. März 2021 1 Woche | 1                                                                                   | ATB × Topic × A7S                                                                   | Your Love (9 PM) Musik: Andre Tanneberger, Tobias Tobic; Text: Alexander Tidebrink Stomberg                                                                                 | –                         |
| 19. März 2021 – 1. April 2021 2 Wochen (insgesamt 10) | 10                                                                                  | Poli Genova Поли Генова                                                             | Last Night Boban Apostolov, Romy Maria Eilers | –                         |
| 2. April 2021 – 8. April 2021 1 Woche | 1                                                                                   | Raye                                                                                | Regardless Nadia Ali, Rachel Agatha Keen, Markus C. Moser | –                         |
| 9. April 2021 – 15. April 2021 1 Woche (insgesamt 7) | 7                                                                                   | Mahmut Orhan & Sena Şener                                                           | Fly Above Mahmut Orhan, Sena Şener | –                         |
| 16. April 2021 – 6. Mai 2021 3 Wochen | 3                                                                                   | Lil Nas X                                                                           | Montero (Call Me by Your Name) Montero Lamar Hill, David Biral, Denzel Michael Akil Baptiste, Roy Lenzo, Omer Fedi                                                          | –                         |
| 7. Mai 2021 – 17. Juni 2021 6 Wochen (insgesamt 7) | 7                                                                                   | Mahmut Orhan & Sena Șener                                                           | Fly Above Mahmut Orhan, Sena Şener | –                         |
| 18. Juni 2021 – 8. Juli 2021 3 Wochen | 3                                                                                   | Minelli                                                                             | Rampampam Luisa Inonela Luca, Victor Bourosu | –                         |
| 9. Juli 2021 – 22. Juli 2021 2 Wochen | 2                                                                                   | Ed Sheeran                                                                          | Bad Habits Edward Christopher Sheeran, Johnny McDaid, Frederick John Philip Gibson                                                                                          | –                         |
| 23. Juli 2021 – 7. Oktober 2021 11 Wochen | 11                                                                                  | Dara                                                                                | Thunder Darina Nikolaeva Yotova, Konstantin Plamenov Beshkov | –                         |
| 8. Oktober 2021 – 11. November 2021 5 Wochen (insgesamt 9) | 9                                                                                   | Elton John & Dua Lipa                                                               | Cold Heart (Pnau Remix) Dean John Meredith, Andrew John Meecham, Elton John, Bernard J. P. Taupin, Nicholas George Littlemore, Peter Bruce Mayes, Samuel David Littlemore   | –                         |
| 12. November 2021 – 18. November 2021 1 Woche (insgesamt 2) | 2                                                                                   | Ed Sheeran                                                                          | Shivers Edward Christopher Sheeran, Steven McCutcheon, Kal Lavelle, Johnny McDaid                                                                                           | –                         |
| 19. November 2021 – 25. November 2021 1 Woche (insgesamt 9) | 9                                                                                   | Elton John & Dua Lipa                                                               | Cold Heart (Pnau Remix) Dean John Meredith, Andrew John Meecham, Elton John, Bernard J. P. Taupin, Nicholas George Littlemore, Peter Bruce Mayes, Samuel David Littlemore   | –                         |
| 26. November 2021 – 2. Dezember 2021 1 Woche (insgesamt 2) | 2                                                                                   | Ed Sheeran                                                                          | Shivers Edward Christopher Sheeran, Steven McCutcheon, Kal Lavelle, Johnny McDaid                                                                                           | –                         |
| 3. Dezember 2021 – 23. Dezember 2021 3 Wochen (insgesamt 9) | 9                                                                                   | Elton John & Dua Lipa                                                               | Cold Heart (Pnau Remix) Dean John Meredith, Andrew John Meecham, Elton John, Bernard J. P. Taupin, Nicholas George Littlemore, Peter Bruce Mayes, Samuel David Littlemore   | –                         |
| 24. Dezember 2021 – 10. März 2022 11 Wochen | 11                                                                                  | Inna                                                                                | Up Alexandru Cotoi, Elena Alexandra Apostoleanu, Marcel Botezan, Luisa Ionela Luca, Sebastian Alexandru Barac                                                               | –                         |

| ← 2020 ← | Liste der Nummer-eins-Hits in Bulgarien (national) | Liste der Nummer-eins-Hits in Bulgarien (national) | Liste der Nummer-eins-Hits in Bulgarien (national)                 | 2022 →                    |
| \| Zeitraum \| Wo. ges. \| Interpret \| Titel Autor(en) \| Zusätzliche Informationen \| \| (Zeitraum, Wochen auf Platz eins, Interpret, Titel, Autor[en], zusätzliche Informationen) \| \| \| \| \| \| ----------------------------------------------------------------------------------------- \| -------- \| --------------------------------- \| ------------------------------------------------------------------ \| ------------------------- \| \| 4. Dezember 2020 – 15. April 2021 19 Wochen \| 19 \| Poli Genova Поли Генова \| Last Night Boban Apostolov, Romy Maria Eilers \| – \| \| 16. April 2021 – 17. Juni 2021 9 Wochen \| 9 \| Ruth Koléva \| Salty Iliana Nedialkova, Georgi Linev \| – \| \| 18. Juni 2021 – 22. Juli 2021 5 Wochen \| 5 \| Poli Genova Поли Генова \| No More Boban Apostolov, Romy Maria Eilers \| – \| \| 23. Juli 2021 – 4. November 2021 15 Wochen (insgesamt 16) \| 16 \| Dara \| Thunder Darina Nikolaeva Yotova, Konstantin Plamenov Beshkov \| – \| \| 5. November 2021 – 25. November 2021 3 Wochen (insgesamt 4) \| 4 \| Dara Ekimova Дара Екимова \| Posleden dah Последен Дъх Dara Ekimova, Iskren Tonchev \| – \| \| 26. November 2021 – 2. Dezember 2021 1 Woche (insgesamt 16) \| 16 \| Dara \| Thunder Dara, Konstantin Plamenov Beshkov \| – \| \| 3. Dezember 2021 – 10. Dezember 2021 1 Woche (insgesamt 4) \| 4 \| Dara Ekimova Дара Екимова \| Posleden dah Последен Дъх Dara Ekimova, Iskren Tonchev \| – \| \| 11. Dezember 2021 – 27. Januar 2022 7 Wochen \| 7 \| Mihaela Marinova Михаела Маринова \| Need You Cristian Nicolae Tarcea, Mihaela Marinova, Vitali Ezekiev \| – \| |                                                    |                                                    |                                                                    |                           |
| ← 2020 |                                                    |                                                    |                                                                    | → 2022 →                  |
| Zeitraum | Wo. ges.                                           | Interpret                                          | Titel Autor(en)                                                    | Zusätzliche Informationen |
| (Zeitraum, Wochen auf Platz eins, Interpret, Titel, Autor[en], zusätzliche Informationen) |                                                    |                                                    |                                                                    |                           |
| 4. Dezember 2020 – 15. April 2021 19 Wochen | 19                                                 | Poli Genova Поли Генова                            | Last Night Boban Apostolov, Romy Maria Eilers                      | –                         |
| 16. April 2021 – 17. Juni 2021 9 Wochen | 9                                                  | Ruth Koléva                                        | Salty Iliana Nedialkova, Georgi Linev                              | –                         |
| 18. Juni 2021 – 22. Juli 2021 5 Wochen | 5                                                  | Poli Genova Поли Генова                            | No More Boban Apostolov, Romy Maria Eilers                         | –                         |
| 23. Juli 2021 – 4. November 2021 15 Wochen (insgesamt 16) | 16                                                 | Dara                                               | Thunder Darina Nikolaeva Yotova, Konstantin Plamenov Beshkov       | –                         |
| 5. November 2021 – 25. November 2021 3 Wochen (insgesamt 4) | 4                                                  | Dara Ekimova Дара Екимова                          | Posleden dah Последен Дъх Dara Ekimova, Iskren Tonchev             | –                         |
| 26. November 2021 – 2. Dezember 2021 1 Woche (insgesamt 16) | 16                                                 | Dara                                               | Thunder Dara, Konstantin Plamenov Beshkov                          | –                         |
| 3. Dezember 2021 – 10. Dezember 2021 1 Woche (insgesamt 4) | 4                                                  | Dara Ekimova Дара Екимова                          | Posleden dah Последен Дъх Dara Ekimova, Iskren Tonchev             | –                         |
| 11. Dezember 2021 – 27. Januar 2022 7 Wochen | 7                                                  | Mihaela Marinova Михаела Маринова                  | Need You Cristian Nicolae Tarcea, Mihaela Marinova, Vitali Ezekiev | –                         |